# Scooter Pietsch
Scooter Pietsch est un compositeur, scénariste et producteur.

## Filmographie

### Comme compositeur
- 1991 : Secret Bodyguard (série télévisée)
- 1991 : Fuir (Run)
- 1993 : Front Page (série télévisée)
- 1994 : Politically Incorrect (série télévisée)
- 1995 : The Tempestt Bledsoe Show (série télévisée)
- 1995 : LAPD (série télévisée)
- 1995 : The Secret World of Dreams
- 1995 : TV's All Time Favorites (TV)
- 1996 : Before They Were Stars (série télévisée)
- 1996 : All Dogs Go to Heaven: The Series (série télévisée)
- 1996 : You Gotta See This! (TV)
- 1997 : World's Deadliest Volcanoes (TV)
- 1997 : World's Scariest Police Shootouts (TV)
- 1997 : World's Most Daring Rescues (TV)
- 1998 : Behind the Laughs (TV)
- 1998 : Sex and the City ("Sex and the City") (série télévisée)
- 1999 : You Asked for It! (série télévisée)
- 1999 : Getting to Know You
- 1999 : Road to Fame (TV)
- 1999 : Divorce Court (série télévisée)
- 2000 : National Enquirer's Uncovered (série télévisée)
- 2000 : Twenty One (série télévisée)
- 2000 : Sex Wars (série télévisée)
- 2002 : The Gray in Between
- 2002 : Extreme Makeover (série télévisée)
- 2002 : VH1 Guerilla Concerts (série télévisée)
- 2002 : American Party (Van Wilder)
- 2002 : Opportunity Knocks (série télévisée)
- 2002 : Houston Medical (série télévisée)
- 2002 : Meet My Folks (série télévisée)
- 2002 : WinTuition (série télévisée)
- 2003 : Will You Marry Me? (TV)
- 2003 : Man vs. Beast (TV)
- 2003 : For Better or for Worse (série télévisée)
- 2003 : All American Girl (série télévisée)
- 2003 : Outrageous Celebrity Look-Alike Behavior: Caught on Tape (TV)
- 2003 : Pepsi Play for a Billion (TV)
- 2004 : Extreme Reunion (série télévisée)
- 2004 : Who Wants to Marry My Dad? (série télévisée)
- 2004 : My Life Is a Sitcom (série télévisée)
- 2004 : Norman Rockwell Is Bleeding (TV)
- 2004 : Manhunt (série télévisée)
- 2004 : CMT Flame Worthy Video Music Awards (TV)
- 2004 : Starting Over
- 2004 : A Home for the Holidays (TV)
- 2005 : Ultimate Zoo (série télévisée)
- 2005 : Who Gets the Dog? (série télévisée)
- 2005 : The CMT Music Awards (TV)
- 2005 : Ballbreakers (série télévisée)
- 2005 : Urban Legends: Bloody Mary (vidéo)
- 2006 : Psychic at Large (série télévisée)

### Comme scénariste
- 1996 : You Gotta See This! (TV)